# Most Rio-Niterói
Most Rio-Niterói, oficiálním názvem Most prezidenta Costy e Silvy (portugalsky Ponte Rio-Niterói nebo Ponte Presidente Costa e Silva), je silniční most v Brazílii. Překlenuje záliv Guanabara mezi městy Rio de Janeiro a Niterói. Je dlouhý 13,29 km a široký 27 m, v roce 2009 byl rozšířen na osm jízdních pruhů. Je postaven z předpjatého betonu. Most je vysoký 70 metrů a jeho nejširší oblouk měří 300 metrů. Most je součástí pobřežního dálničního systému BR-101 spojujícího Natal a Osório. Denně po něm projede 150 000 vozidel.
Návrh na vybudování mostu přes záliv pochází z roku 1875. V roce 1965 byl sestaven projektový výbor a 23. srpna 1968 podepsal brazilský prezident Artur da Costa e Silva dekret o povolení stavby. Slavnostní zahájení stavby proběhlo 9. listopadu téhož roku k příležitosti státní návštěvy Alžběty II. Most byl otevřen 4. března 1974. Po svém dokončení byl druhým nejdelším mostem na světě po mostě přes jezero Pontchartrain v USA. V roce 2020 zaujímá 48. místo na světě a druhé v Latinské Americe.
Most byl pojmenován podle prezidenta Costy e Silvy, ale tento název se v běžné řeči nepoužívá. Název připomínající představitele vojenské diktatury je předmětem kritiky a bylo navrženo nové pojmenování podle občanského aktivisty Herberta de Souzy.
N8klady na stavbu dosáhly 238 milionů Cruzeiro Novo. Podle brazilských úřadů zahynulo při stavbě mostu 33 dělníků, avšak neoficiální odhady hovoří o minimálně čtyřech stovkách obětí.
Díky mostu se zvýšila dostupnost atraktivní turistické lokality Costa do Sol. V roce 1995 byl most privatizován a stal se majetkem společnosti Grupo CCR, která na něm vybírá mýtné. Na mostě se odehrává děj amerického akčního filmu Rychle a zběsile 5.